# Pindad AM1突擊步槍
Pindad AM1是Pindad生產的一款突擊步槍，於 2022 年首次推出與Pindad SS2不同，這款突擊步槍的設計類似於M4卡賓槍和AR-15，但重量更輕。 

## 歷史
2023年，Pindad使用紅點瞄準鏡對AM1進行了產品演示，射程為50米。 

## 設計
AM1採用5.56×45mm NATO的STANAG彈匣。 
該突擊步槍可以在皮卡汀尼導軌上配備垂直握把和各種瞄準鏡。 
AM1有一個望遠鏡槍托。 

## 使用國
- 印度尼西亞: 被印度尼西亞武裝部隊採用用於各種軍事行動。[7]